# 李郢
李郢（?—?），字楚望，长安人。
早年居杭州，不務進取。大中十年，進士及第，曾入幕潮州、淮南、睦州、信州。官终侍御史。咸通中為越州從事，卒於任上。工於詩，善寫景。辛文房稱其詩“清麗，極能寫景狀懷，每使人竟日不能釋卷。”